# Villa rustica (Lauffen)
Die Villa rustica bei Lauffen am Neckar war ein römischer Gutshof, der in seiner letzten Ausbauphase vier Gebäude auf einer Fläche von 94 × 90 m umfasste. Die ältesten Bauwerke werden auf das Jahr 150 n. Chr. geschätzt. Höchstwahrscheinlich wurde die Villa um 260 n. Chr. im Zuge des Limesfalls aufgegeben. Die ausgeklügelte Wasserversorgung wurde von einer heute noch aktiven, 100 Meter oberhalb gelegenen Quelle gespeist.

## Lage
Die Überreste des Hofes befinden sich auf der Gemarkung Brunnenäcker. Sie sind über die Straße von Ilsfeld nach Lauffen erreichbar; ein ausgeschilderter Parkplatz befindet sich in etwa 300 m Entfernung oberhalb der Anlage. Vom Lauffener Ortskern ist die Villa rustica etwa 2 km entfernt; der Weg durch die Weinberge ist für den allgemeinen Fahrzeugverkehr nicht zugelassen.
Die Villa rustica befand sich auf einer Felsterrasse über dem Neckarufer, die heute von Weinbergen und Obstanlagen umgeben ist und nach wie vor einen Ausblick ins Neckartal gestattet.

## Anlage

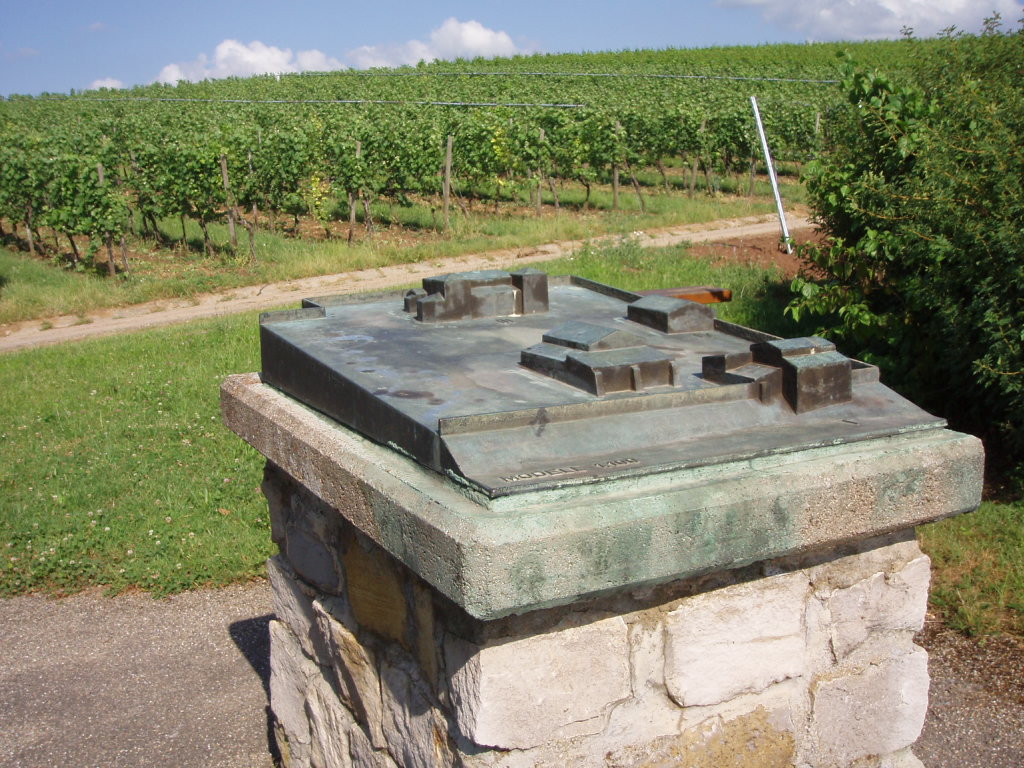
Rekonstruktion der Anlage
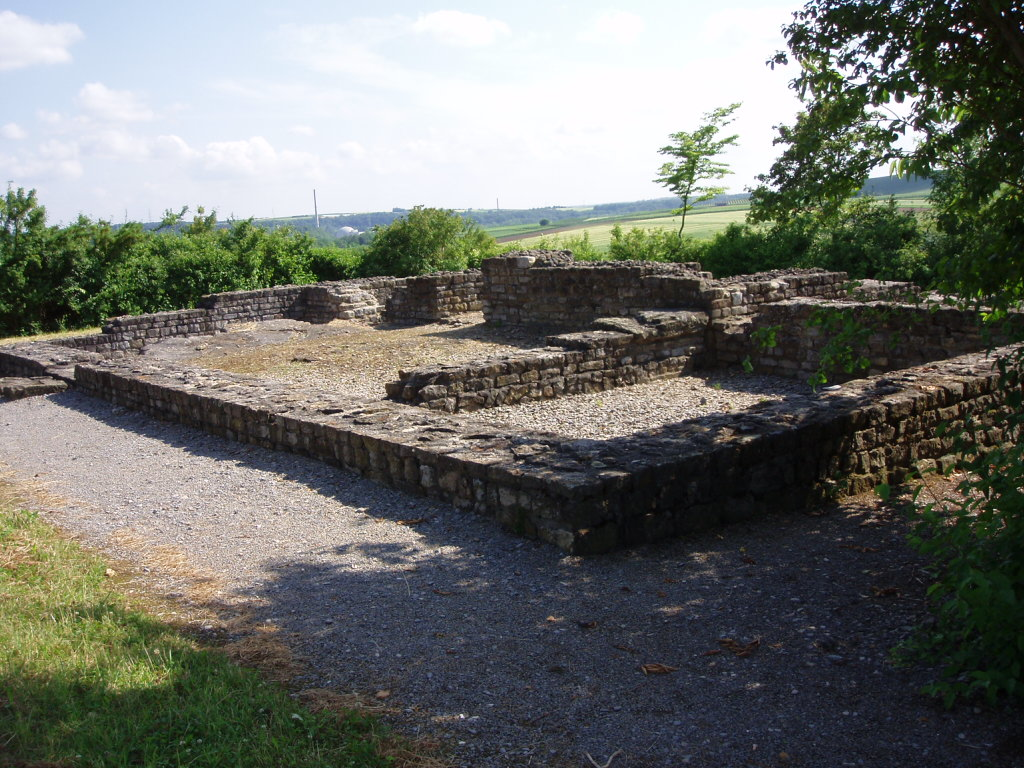
Das ältere Wohngebäude
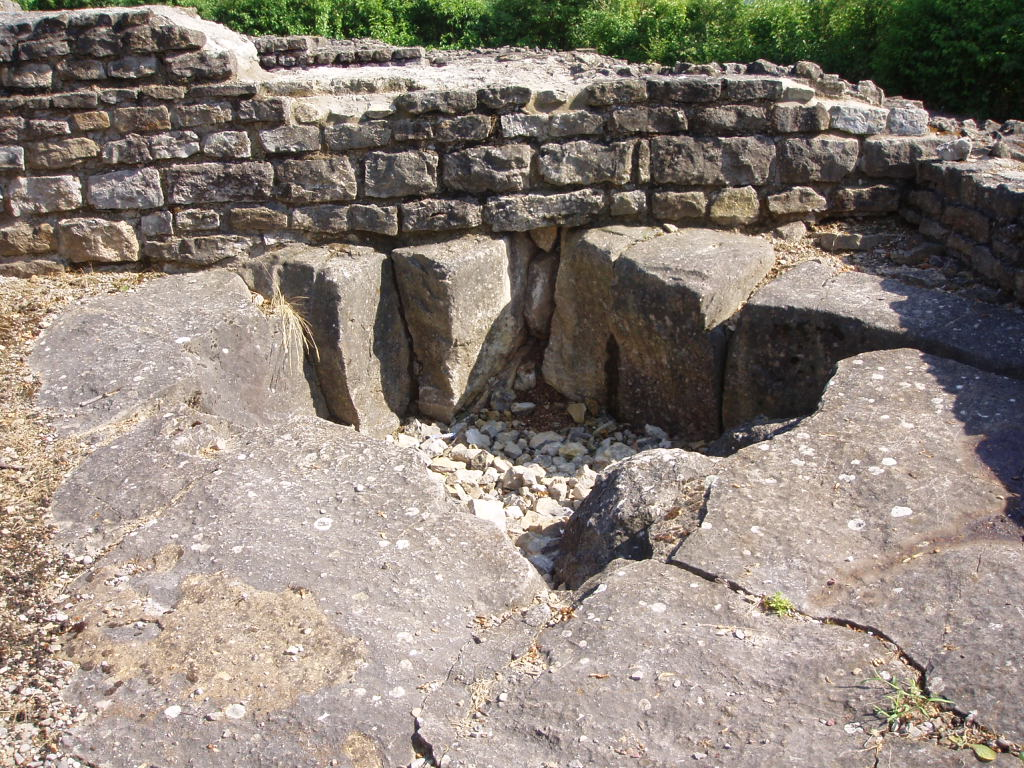
Der Vorratskeller des älteren Wohngebäudes

Das ältere Wohngebäude wurde unmittelbar am Rand dieser Terrasse errichtet. Es enthielt einen in den Felsen gehauenen Vorratskeller und einen beheizbaren Wohnraum, genügte aber offenbar den Ansprüchen seiner Bewohner schließlich nicht mehr, sodass weiter oben am Hang ein weiteres Wohngebäude erstellt wurde.

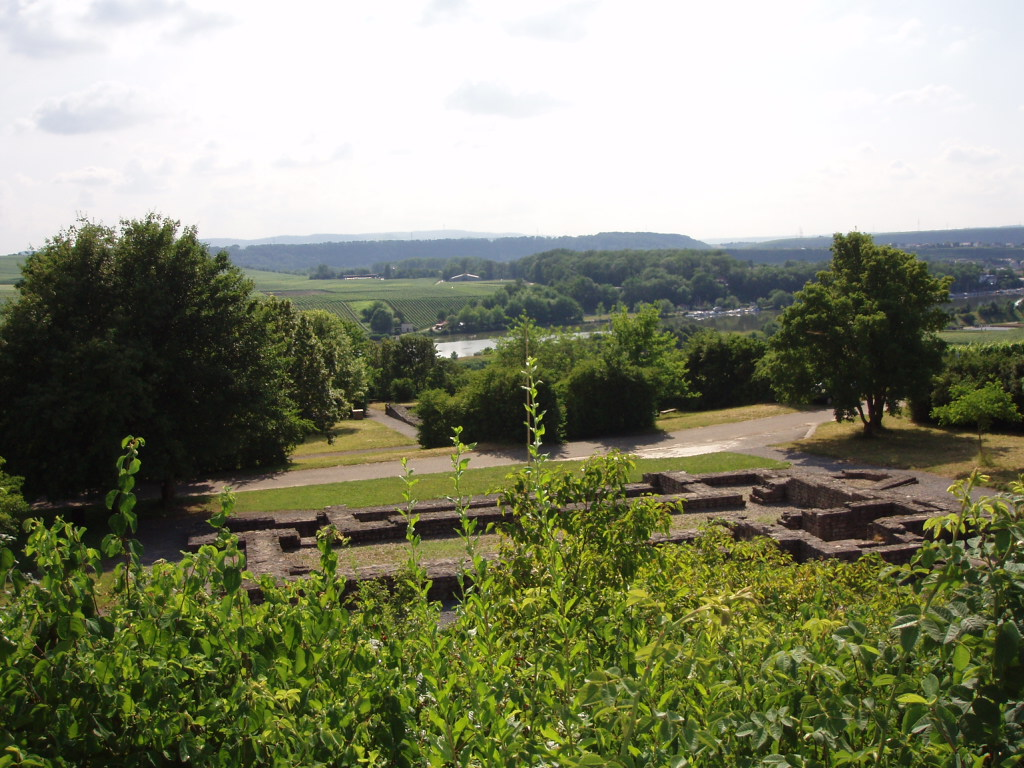
Das jüngere Wohngebäude
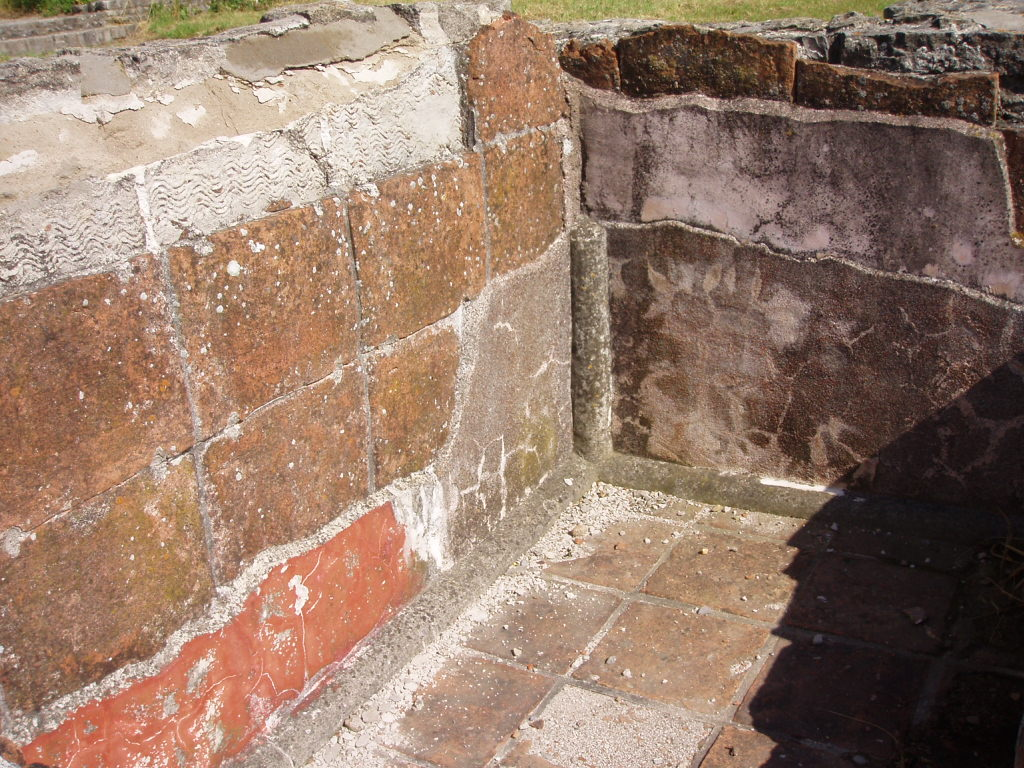
Bad des jüngeren Wohngebäudes
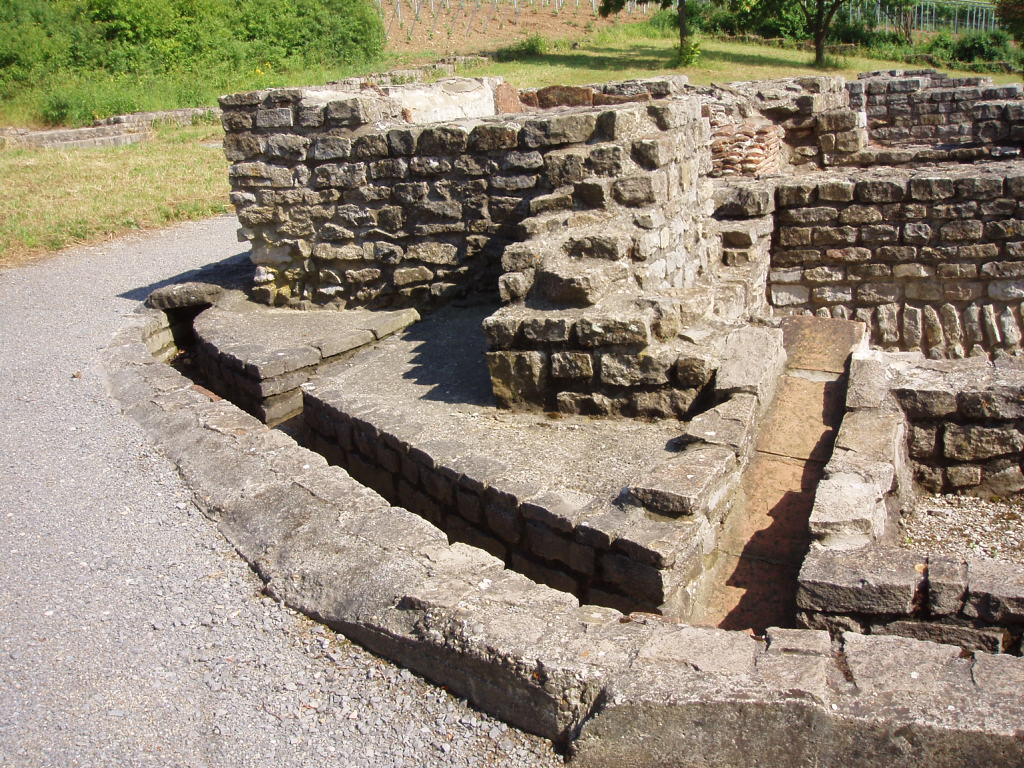
Abflusssystem des jüngeren Wohngebäudes

Dieses jüngere Wohngebäude bot u. a. eine große Wohnhalle, die quer zum Hang lag, sowie auf der Bergseite eine Badeanlage, deren Überreste gut erhalten sind. Das Hypokaustum, das auch das Warmbad versorgte, ist ebenso noch zu erkennen wie die Überreste einer gemauerten und rot verputzten Badewanne und das System der Abflusskanäle, über das Abwässer aus Toilette, Warm- und Kaltbad entsorgt wurden.

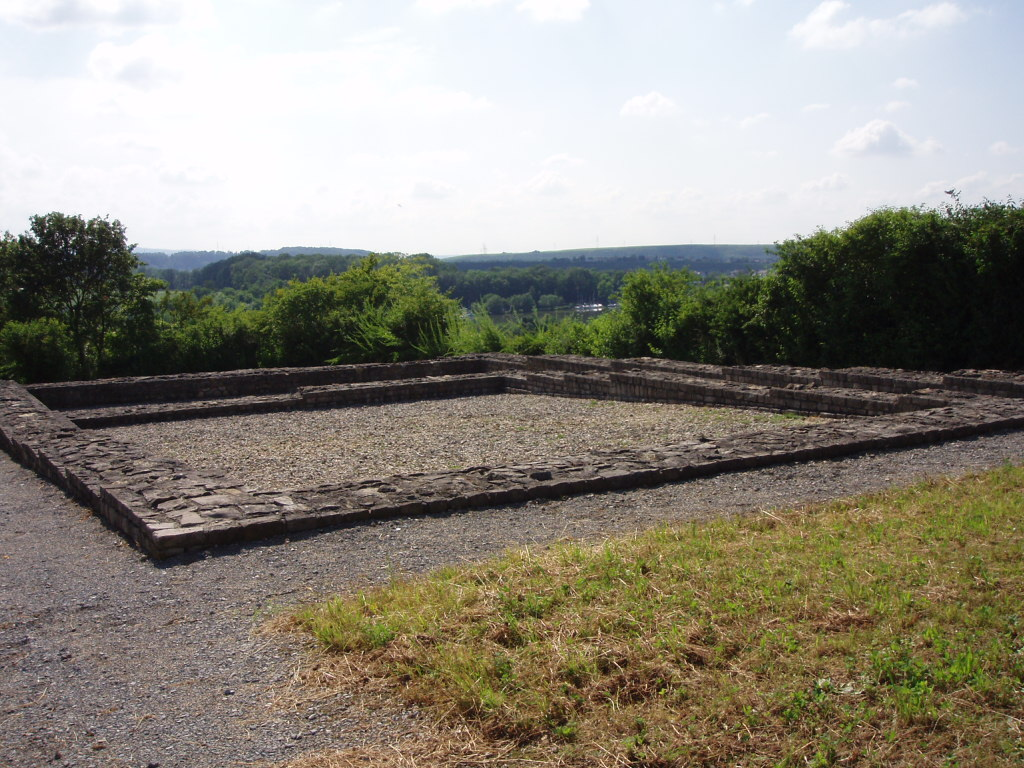
Eines der Wirtschaftsgebäude
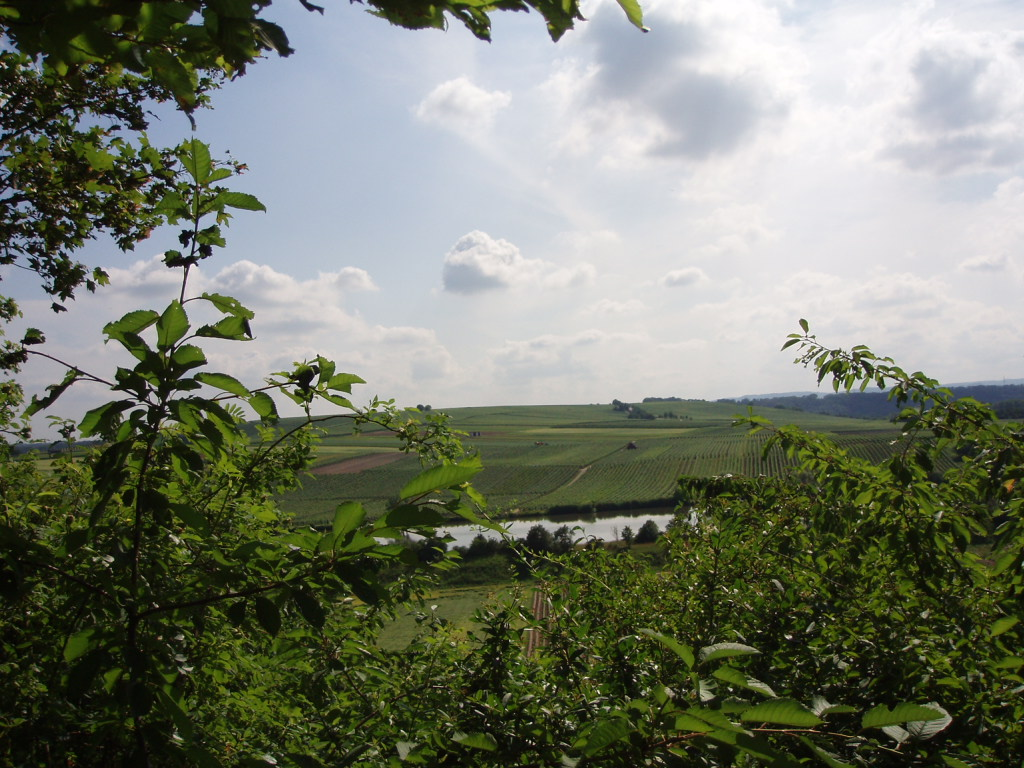
Blick ins Tal

Die beiden übrigen Gebäudereste dürften zu Wirtschaftszwecken gedient haben; möglicherweise enthielt eines davon eine Kelter. Dass schon in der Antike an dieser Stelle Weinbau betrieben wurde, ist sehr wahrscheinlich. Auf dem Gelände der Villa rustica wurde eine falx arborea, ein antikes Baum- und Rebmesser, gefunden. Urkundlich belegt ist Weinbau für diese Gegend jedoch erst seit dem 8. Jahrhundert.
Die Überreste des Gutshofes wurden 1978 anlässlich der Rebflurbereinigung entdeckt, von Dieter Planck ausgegraben und konserviert. Ein Modell der Anlage, Übersichtstafeln und eine Schutzhütte für Besucher stehen zur Verfügung. Das Gelände ist frei zugänglich, jedoch weder mit sanitären Anlagen versehen noch barrierefrei. Funde, die während der Ausgrabung ans Licht kamen, befinden sich heute im Museum der Stadt Lauffen am Neckar.

## Denkmalschutz
Das Bodendenkmal „Villa Rustica (Lauffen)“ ist geschützt als eingetragenes Kulturdenkmal im Sinne des Denkmalschutzgesetzes des Landes Baden-Württemberg (DSchG). Nachforschungen und gezieltes Sammeln von Funden sind genehmigungspflichtig, Zufallsfunde an die Denkmalbehörden zu melden.